# Liste der Baudenkmale in Sögel
In der Liste der Baudenkmale in Sögel sind alle Baudenkmale der niedersächsischen Gemeinde Sögel aufgelistet. Die Quelle der Baudenkmale ist der Denkmalatlas Niedersachsen. Der Stand der Liste ist der 16. Februar 2021.

## Allgemein
In den Spalten befinden sich folgende Informationen:
- Lage: die Adresse des Baudenkmales und die geographischen Koordinaten. Kartenansicht, um Koordinaten zu setzen. In der Kartenansicht sind Baudenkmale ohne Koordinaten mit einem roten Marker dargestellt und können in der Karte gesetzt werden. Baudenkmale ohne Bild sind mit einem blauen Marker gekennzeichnet, Baudenkmale mit Bild mit einem grünen Marker.
- Bezeichnung: Bezeichnung des Baudenkmales
- Beschreibung: die Beschreibung des Baudenkmales. Unter § 3 Abs. 2 NDSchG werden Einzeldenkmale und unter § 3 Abs. 3 NDSchG Gruppen baulicher Anlagen und deren Bestandteile ausgewiesen.
- ID: die Objekt-ID des Baudenkmales
- Bild: ein Bild des Baudenkmales, ggf. zusätzlich mit einem Link zu weiteren Fotos des Baudenkmals im Medienarchiv Wikimedia Commons. Wenn man auf das Kamerasymbol klickt, können Fotos zu Baudenkmalen aus dieser Liste hochgeladen werden:

## Sögel

### Gruppe: Ehemaliges Jagdschloss Clemenswerth
Die Gruppe „Ehemaliges Jagdschloss Clemenswerth“ hat die ID 35899417.

| Lage                                       | Bezeichnung   | Beschreibung                    | ID       | Bild           |
| ------------------------------------------ | ------------- | ------------------------------- | -------- | -------------- |
| Werlter Straße 52° 50′ 18″ N, 7° 32′ 14″ O | Jagdschloss   |                                 | 35940142 | Weitere Bilder |
| Werlter Straße 52° 50′ 18″ N, 7° 32′ 14″ O | Jagdstern     |                                 | 35940486 | Weitere Bilder |
| Werlter Straße 52° 50′ 18″ N, 7° 32′ 15″ O | Alleensystem  |                                 | 35940515 |                |
| Werlter Straße 52° 50′ 21″ N, 7° 32′ 13″ O | Klostergarten |                                 | 35942338 | Weitere Bilder |
| Werlter Straße 52° 50′ 20″ N, 7° 32′ 13″ O | Kapelle       |                                 | 35942399 | Weitere Bilder |
| Werlter Straße 52° 50′ 19″ N, 7° 32′ 16″ O | Pavillon      | Pavillon Münster                | 35940176 | Weitere Bilder |
| Werlter Straße 52° 50′ 18″ N, 7° 32′ 17″ O | Pavillon      | Pavillon Hildesheim             | 35940207 | Weitere Bilder |
| Werlter Straße 52° 50′ 17″ N, 7° 32′ 17″ O | Pavillon      | Pavillon Paderborn              | 35940237 | Weitere Bilder |
| Werlter Straße 52° 50′ 16″ N, 7° 32′ 14″ O | Pavillon      | Pavillon Osnabrück              | 35940268 | Weitere Bilder |
| Werlter Straße 52° 50′ 16″ N, 7° 32′ 12″ O | Pavillon      | Pavillon Clement August         | 35940299 | Weitere Bilder |
| Werlter Straße 52° 50′ 18″ N, 7° 32′ 11″ O | Pavillon      | Pavillon Coellen                | 35940329 | Weitere Bilder |
| Werlter Straße 52° 50′ 19″ N, 7° 32′ 11″ O | Pavillon      | Pavillon Mergentheim            | 35940359 | Weitere Bilder |
| Werlter Straße 52° 50′ 20″ N, 7° 32′ 17″ O | Scheune       | Gebäude hinter Pavillon Münster | 35942724 |                |
| Werlter Straße 52° 50′ 16″ N, 7° 32′ 17″ O | Schlossküche  | Anbau hinter Pavillon Paderborn | 35942551 |                |
| Werlter Straße 52° 50′ 16″ N, 7° 32′ 16″ O | Gang          |                                 | 35942369 | Weitere Bilder |
| Werlter Straße 52° 50′ 16″ N, 7° 32′ 15″ O | Gang          |                                 | 35942671 | Weitere Bilder |
| Werlter Straße 52° 50′ 18″ N, 7° 32′ 10″ O | Nebengebäude  |                                 | 44393918 | Weitere Bilder |
| Werlter Straße 52° 50′ 24″ N, 7° 32′ 12″ O | Gloriette     |                                 | 35940422 | Weitere Bilder |
| Werlter Straße 52° 50′ 22″ N, 7° 31′ 55″ O | Marstall      |                                 | 35940456 | Weitere Bilder |
| Werlter Straße 52° 50′ 15″ N, 7° 32′ 39″ O | Teichsystem   |                                 | 35940545 | Weitere Bilder |

### Gruppe: Gut Hohenheide (Jägerhof)
Die Gruppe „Gut Hohenheide (Jägerhof)“ hat die ID 35899327.

| Lage                                         | Bezeichnung        | Beschreibung         | ID       | Bild |
| -------------------------------------------- | ------------------ | -------------------- | -------- | ---- |
| Jägerhöhe 1 52° 51′ 29″ N, 7° 29′ 6″ O       | Wohnhaus           |                      | 35941086 | BW   |
| Jägerhöhe 2 52° 51′ 29″ N, 7° 29′ 7″ O       | Wohnhaus           |                      | 35941115 | BW   |
| Jägerhöhe 3 52° 51′ 30″ N, 7° 29′ 9″ O       | Wohnhaus           |                      | 35941144 | BW   |
| Jägerhöhe 4 52° 51′ 30″ N, 7° 29′ 10″ O      | Wohnhaus           |                      | 35941173 | BW   |
| Jägerhöhe 5 52° 51′ 30″ N, 7° 29′ 11″ O      | Wohnhaus           |                      | 35941202 | BW   |
| Jägerhöhe 6 52° 51′ 30″ N, 7° 29′ 13″ O      | Wohnhaus           |                      | 35941231 | BW   |
| Jägerhöhe 7 52° 51′ 30″ N, 7° 29′ 15″ O      | Wohnhaus           |                      | 35941260 | BW   |
| Jägerhöhe 8 52° 51′ 30″ N, 7° 29′ 17″ O      | Wohnhaus           |                      | 35941289 | BW   |
| Jägerhöhe 9 52° 51′ 29″ N, 7° 29′ 19″ O      | Wohnhaus           |                      | 35941318 | BW   |
| Jägerhöhe 12 52° 51′ 29″ N, 7° 29′ 12″ O     | Wohnhaus           |                      | 35941347 | BW   |
| Jägerhöhe 13 52° 51′ 28″ N, 7° 29′ 12″ O     | Wohnhaus           |                      | 35941376 | BW   |
| Jägerhöhe 14 52° 51′ 29″ N, 7° 29′ 14″ O     | Wohnhaus           |                      | 35941405 | BW   |
| Jägerhöhe 15 52° 51′ 28″ N, 7° 29′ 14″ O     | Wohnhaus           |                      | 35941434 | BW   |
| Jägerhöhe 16 52° 51′ 29″ N, 7° 29′ 15″ O     | Wohnhaus           |                      | 35941057 | BW   |
| Jägerhöhe 17 52° 51′ 29″ N, 7° 29′ 15″ O     | Wohnhaus           |                      | 35941028 | BW   |
| Jägerhöhe 18 52° 51′ 28″ N, 7° 29′ 19″ O     | Wohnhaus           |                      | 35941463 | BW   |
| Jägerhöhe 19 52° 51′ 28″ N, 7° 29′ 17″ O     | Wohnhaus           |                      | 35941498 | BW   |
| Jägerhöhe 20 52° 51′ 27″ N, 7° 29′ 16″ O     | Wohnhaus           |                      | 35941527 | BW   |
| Jägerhöhe 21 52° 51′ 27″ N, 7° 29′ 14″ O     | Wohnhaus           |                      | 35941556 | BW   |
| Jägerhöhe 22 52° 51′ 27″ N, 7° 29′ 13″ O     | Wohnhaus           |                      | 35941585 | BW   |
| Jägerhöhe 23 52° 51′ 27″ N, 7° 29′ 11″ O     | Wohnhaus           |                      | 35941614 | BW   |
| Jägerhöhe 24 52° 51′ 28″ N, 7° 29′ 9″ O      | Wohnhaus           |                      | 35941643 | BW   |
| Jägerhöhe 25 52° 51′ 28″ N, 7° 29′ 7″ O      | Wohnhaus           |                      | 35941672 | BW   |
| Jägerhöhe 26 52° 51′ 28″ N, 7° 29′ 6″ O      | Wohnhaus           |                      | 35941701 | BW   |
| Gut Hohenheide 52° 51′ 18″ N, 7° 29′ 8″ O    | Wasserwerk         |                      | 35940999 | BW   |
| Gut Hohenheide 52° 51′ 12″ N, 7° 29′ 5″ O    | Wirtschaftsgebäude | Düngerschuppen       | 35940825 | BW   |
| Gut Hohenheide 1 52° 51′ 12″ N, 7° 29′ 8″ O  | Wohnhaus           | Verwalter/Melkerhaus | 35940651 | BW   |
| Gut Hohenheide 1 52° 51′ 11″ N, 7° 29′ 9″ O  | Wirtschaftsgebäude | Jungviehstall        | 35940854 | BW   |
| Gut Hohenheide 1 52° 51′ 11″ N, 7° 29′ 11″ O | Silo               | Futtersilo           | 35940883 | BW   |
| Gut Hohenheide 52° 51′ 10″ N, 7° 29′ 4″ O    | Wohnhaus           | Forsthaus            | 35940970 | BW   |
| Gut Hohenheide 1 52° 51′ 12″ N, 7° 29′ 6″ O  | Wirtschaftsgebäude | Remise               | 35940796 | BW   |
| Gut Hohenheide 1 52° 51′ 11″ N, 7° 29′ 7″ O  | Schmiede           |                      | 35940767 | BW   |
| Gut Hohenheide 52° 51′ 11″ N, 7° 29′ 7″ O    | Wirtschaftsgebäude | Saatreinigung        | 35940709 | BW   |
| Gut Hohenheide 52° 51′ 10″ N, 7° 29′ 8″ O    | Wohnhaus           | Inspektorenhaus      | 35940680 | BW   |
| Gut Hohenheide 52° 51′ 10″ N, 7° 29′ 10″ O   | Wirtschaftsgebäude | Pferdestall          | 35940941 | BW   |

### Gruppe: Kath. Pfarrkirche St. Jakobus
Die Gruppe „Kath. Pfarrkirche St. Jakobus“ hat die ID 35899471.

| Lage                                                | Bezeichnung | Beschreibung | ID       | Bild           |
| --------------------------------------------------- | ----------- | ------------ | -------- | -------------- |
| Clemens-August-Straße 6 52° 50′ 27″ N, 7° 31′ 14″ O | Kirche      |              | 35939813 | Weitere Bilder |
| Clemens-August-Straße 6 52° 50′ 27″ N, 7° 31′ 14″ O | Kirchhof    |              | 35939788 | Weitere Bilder |

### Gruppe: Ehemalige Schule
Die Gruppe „Ehemalige Schule“ hat die ID 35899700.

| Lage                                        | Bezeichnung | Beschreibung | ID       | Bild |
| ------------------------------------------- | ----------- | ------------ | -------- | ---- |
| Wahner Straße 16 52° 50′ 33″ N, 7° 31′ 5″ O | Schule      |              | 35942023 |      |
| Wahner Straße 14 52° 50′ 32″ N, 7° 31′ 5″ O | Platz       |              | 35942260 |      |
| Wahner Straße 14 52° 50′ 33″ N, 7° 31′ 5″ O | Baumbestand |              | 35942625 |      |

### Gruppe: Ludmillenhof
Die Gruppe „Ludmillenhof“ hat die ID 35899453.

| Lage                                        | Bezeichnung    | Beschreibung | ID       | Bild           |
| ------------------------------------------- | -------------- | ------------ | -------- | -------------- |
| Bahnhofstraße 2 52° 50′ 14″ N, 7° 30′ 57″ O | Amtshaus       |              | 35939654 | Weitere Bilder |
| Bahnhofstraße 52° 50′ 16″ N, 7° 30′ 58″ O   | Garten         |              | 35939685 | BW             |
| Bahnhofstraße 52° 50′ 16″ N, 7° 30′ 59″ O   | Allee          |              | 35942699 | BW             |
| Bahnhofstraße 52° 50′ 16″ N, 7° 30′ 59″ O   | Gedenkstein    |              | 35939630 | Weitere Bilder |
| Bahnhofstraße 52° 50′ 18″ N, 7° 31′ 1″ O    | Kriegerdenkmal |              | 35939600 | Weitere Bilder |

### Einzelbaudenkmale
| Lage                                                | Bezeichnung                | Beschreibung                                           | ID       | Bild           |
| --------------------------------------------------- | -------------------------- | ------------------------------------------------------ | -------- | -------------- |
| Gartenstraße 52° 50′ 39″ N, 7° 31′ 19″ O            | Kreuzweg                   | auf dem neuangelegten Friedhof                         | 35940005 | BW             |
| Clemens-August-Straße 2 52° 50′ 27″ N, 7° 31′ 10″ O | Wohn-/Geschäftshaus        |                                                        | 35939874 | Weitere Bilder |
| Am Markt 24 52° 50′ 21″ N, 7° 31′ 11″ O             | Villa                      | Haus Holtmann                                          | 35941806 | Weitere Bilder |
| Clemens-August-Straße 52° 50′ 29″ N, 7° 31′ 13″ O   | Ziehbrunnen                | Ziehbrunnen, sogenanntes „Brunnentor“                  | 35939762 | Weitere Bilder |
| Südstraße 9 52° 50′ 20″ N, 7° 31′ 28″ O             | Wohn-/Wirtschaftsgebäude   |                                                        | 35941996 | BW             |
| Schlossallee 12 52° 50′ 13″ N, 7° 31′ 56″ O         | Verwaltungsgebäude         | Polizei, ehem. Amtsgericht                             | 35939930 | Weitere Bilder |
| Schlossallee 14 52° 50′ 13″ N, 7° 31′ 58″ O         | Villa                      |                                                        | 35941942 | Weitere Bilder |
| Clemenswerth 10 52° 50′ 9″ N, 7° 32′ 17″ O          | Wohnhaus                   | Schloss Clemenswerth: ehemalige Gärtnerei/Töpfermuseum | 35941750 | BW             |
| Ulmenstraße 22 52° 50′ 13″ N, 7° 31′ 15″ O          | Wohn-/Wirtschaftsgebäude   |                                                        | 35940058 | BW             |
| Prinzenkamp 3 52° 50′ 15″ N, 7° 31′ 3″ O            | Schule                     | Landwirtschaftsschule, ehem.                           | 35941968 | Weitere Bilder |
| Loruper Weg 4 52° 50′ 39″ N, 7° 31′ 35″ O           | Kirche                     | Markuskirche                                           | 35942152 | Weitere Bilder |
| Loruper Weg 52° 50′ 56″ N, 7° 31′ 45″ O             | Friedhof                   | Jüdischer Friedhof                                     | 35940628 | Weitere Bilder |
| 52° 51′ 42″ N, 7° 26′ 10″ O                         | Friedhof                   | Wüstung „Wahn“                                         | 35939982 | Weitere Bilder |
| 52° 51′ 43″ N, 7° 26′ 10″ O                         | Friedhof-Einfriedung       | Wüstung „Wahn“                                         | 35942650 | Weitere Bilder |
| 52° 51′ 44″ N, 7° 26′ 10″ O                         | Gedenkstein                | Wüstung „Wahn“                                         | 35942454 | Weitere Bilder |
| „Dorfplatz Wahn“ 52° 51′ 48″ N, 7° 26′ 10″ O        | Kriegerdenkmal             |                                                        | 35939957 | Weitere Bilder |
| „Dorfplatz Wahn“ 52° 51′ 48″ N, 7° 26′ 8″ O         | Einfriedung Kriegerdenkmal |                                                        | 35942527 | Weitere Bilder |
| Lehmhaus 2 52° 49′ 30″ N, 7° 33′ 46″ O              | Wohnhaus                   | Gut Lehmhaus                                           | 35940576 | BW             |

## Eisten

### Einzelbaudenkmale
| Lage                                    | Bezeichnung | Beschreibung | ID       | Bild           |
| --------------------------------------- | ----------- | ------------ | -------- | -------------- |
| Hauptstraße 52° 48′ 15″ N, 7° 32′ 38″ O | Kirche      | St. Josef    | 35939549 | Weitere Bilder |